# Bolbelasmus nativus
Bolbelasmus nativus är en skalbaggsart som beskrevs av Jan Krikken 1977. Bolbelasmus nativus ingår i släktet Bolbelasmus och familjen Bolboceratidae. Utöver nominatformen finns också underarten B. n. ishigakiensis.